# Курц, Исмаэль
Исмаэль Курц (порт. Ismael Kurtz; 1 июля 1939 года, Мирасема, штат Рио-де-Жанейро, Бразилия) — бразильский футбольный тренер.

## Биография
Свою тренерскую карьеру начинал в командах низших бразильских лиг. В 1983-1985 гг. Курц работал в штабе молодежной сборной Бразилии. В нем он занимал должность фитнес-тренера. В 1985 году специалист помог бразильцам стать чемпионами мира среди молодежных сборных. По ходу 1988 года Курц возглавлял один из самых популярных клубов Бразилии «Флуминенсе».
В 1994-1996 году наставник работал со сборной Ганы. Под его руководством «Черные звезды» заняли четвертое место на Кубке африканских нации в ЮАР.
Последним местом работы бразильца была сборная Анголы. 12 октября 2003 года ангольцы в первом матче стартового раунда отборочного турнира на Чемпионат мира 2006 года неожиданно уступили сборной Чада со счетом 1:3. После этого поединка Курц был отправлен в отставку. Ангола, после ухода тренера, в ответном поединке обыграла с нужным счетом Чад, а затем, выиграв квалификацию, пробилась на Чемпионат мира в Германию.